# Tobias Friedli
Tobias Friedli (* 19. Dezember 1978 in Zürich) ist ein Schweizer Jazzmusiker (Schlagzeug).

## Leben und Wirken
Friedli erhielt im Alter von zehn Jahren ersten Schlagzeugunterricht. Zwischen 1999 und 2003 studierte er an der Swiss Jazz School in Bern. Von 2003 bis 2015 war er der Schlagzeuger im Swiss Jazz Orchestra, mit dem er mehrere Tonträger veröffentlichte. Ebenfalls von 2003 bis 2015 bildete er mit Gitarrist Michael Bucher und Bassist Patrick Sommer das Trio BucherSommerFriedli (für zwei Alben verstärkt um Keyboarder Stefan Aeby); daneben spielte er mit Guinea Pig (Kool Kats) und dem Blue Goat Quartett (Hight Tide mit Franck Tortiller) sowie mit Till Grünewalds Phonosource (Awakened). Aktuell gehört er zur Nicole Herzog & Stewy von Wattenwyl Group (Porgy & Bess) und zu Houry Dora Apartians Band, ferner zum Roman Tulei Trio (The Road) und zu Marcel Thomis Xmas Songs. Er ist auch auf Alben von Peter Zihlmann, von Martin Streule, von Quincy Jones (The 75th Birthday Celebration), dem Lucerne Jazz Orchestra & Hayden Chisholm und vom Hagenlocher-Schürmann Quartett zu hören.